# 矢沢あい
矢沢 あい（やざわ あい、1967年〈昭和42年〉3月7日 - ）は、日本の女性漫画家。兵庫県尼崎市出身。大阪モード学園中退。血液型B型。独身。身長167cm。
代表作に『天使なんかじゃない』、『NANA-ナナ-』など。

## 概要
1983年、『りぼん』（集英社）への漫画投稿で頭角を現す。1985年、『りぼんオリジナル早春の号』（集英社）に掲載された『あの夏』で活動開始。2002年、『Cookie』（同）で連載された『NANA -ナナ-』で第48回小学館漫画賞受賞。2009年6月29日から病気休載中。
有限会社矢沢漫画制作所（自営）代表。
ペンネームの名字「矢沢」は、敬愛する矢沢永吉から。下の名「あい」は本名の「愛」を平仮名にしたもの。
2021年12月、企画展「ALL TIME BEST 矢沢あい展」が開催されることが決定。
仲の良い漫画家は、吉住渉、水沢めぐみ、小花美穂、槙ようこである。
2023年9月現在、X（旧 Twitter）、Instagram、FacebookなどのSNSによる発信は一切行っていない。

## 作品リスト
集英社
すべてりぼんマスコットコミックス（RMC） より刊行、特記の無いものは1巻完結。
- 15年目　※短編集 / 初単行本[10]
  - 15年目（『りぼんオリジナル』1985年夏の号 / デビュー2作目）
  - あの夏（『りぼんオリジナル』1985年早春の号 / ※デビュー作収録）
  - ガラスの宝石（『りぼんオリジナル』1985年冬の号）
  - 雪の日から始まる（『りぼんオリジナル』1986年早春の号）
- ラブレター（『りぼん』1986年12月号 - 1987年2月号連載 / ※初連載作品[11]）
  - あの海まで60分（『りぼんオリジナル』1986年秋の号 / ※併録[10]）
- 風になれ!（『りぼん』1987年10月号 - 1988年2月号連載）
- エスケープ　※短編集[10]
  - エスケープ（『りぼん』1986年5月号 / ※本誌初掲載[11]）
  - 春なのに（『りぼんオリジナル』1987年春の号）
  - 白のフィールド（『りぼん』1987年8月号）
  - 君のためのさよなら（『りぼんオリジナル』1988年早春の号）
- バラードまでそばにいて（『りぼん』1988年7月号 - 1988年12月号連載、前編・後編）
  - ふたりのシーサイドパーク（『りぼんオリジナル』1989年早春の号 / ※前編に併録[10]）
  - 五月の約束（『りぼん』1989年5月号 / ※後編に併録[10]）
- マリンブルーの風に抱かれて（『りぼん』1989年9月号 - 1991年1月号 / ※番外編3編を含む初の長期連載作品[10][12]、全4巻、集英社文庫コミック版全3巻）
  - 番外編：白い波の彼方に（『りぼんオリジナル』1990年夏の号 / 第4巻収録）
  - 番外編：そして光の中へ（『りぼんオリジナル』1991年早春の号 / 第4巻収録）
- 天使なんかじゃない（『りぼん』1991年9月号 - 1994年11月号連載、全8巻、完全版全4巻）
- うすべにの嵐　※短編集[10]
  - うすべにの嵐（『りぼん』1991年5月号）
  - 空を仰ぐ花（『りぼんオリジナル』1991年夏の号 / 上述の続編）
  - 最後の片思い（『りぼんオリジナル』1992年春の号 / ※上述マリンブルーシリーズの番外編を併録）
- ご近所物語（『りぼん』1995年2月号 - 1997年10月号連載、全7巻、完全版全4巻）
- 下弦の月（『りぼん』1998年4月号 - 1999年6月号連載、全3巻、愛蔵版全2巻）
- NANA -ナナ-（『Cookie』2000年7月号 - 連載、RMCクッキー、既刊21巻、体調不良のため休載）

祥伝社
- Paradise Kiss（『Zipper』[3]1999年5月号 - 2003年5月号連載、全5巻） - 『ご近所物語』の続編[3]

下川香苗によるノベライズ
- 下弦の月―ラスト・クォーター （新書・文庫）
- NANA―novel from the movie （文庫）
- NANA2―novel from the movie （文庫）
- 天使なんかじゃない （全8巻）
- ご近所物語―ファッショナブル・ラブ・ストーリー （全8巻）
- オルフェウスは千の翼を持つ - コバルト文庫ライトノベル、但し、原作・下川香苗／イラスト・矢沢あい

イラストなど
- ホーユー株式会社 ヘアカラー ビューティーン パッケージ・キャラクター - 2003年 -
- 結論は、サイアク！！ - 上原さくらのエッセイ（メディアファクトリー）
- アディダスマンガフィーヴァー (adidas MANGA FEVER) イラスト1点書き下ろし
  - 飛鳥新社　2002年FIFAワールドカップ公式スポンサー・アディダスがおくる「熱=FEVER」をテーマにした日・韓・欧の漫画集。他に大友克洋、荒木飛呂彦、岡野玲子、井上雄彦、松本大洋ら。
- ストリート・トラッド 〜メンズファッションは温故知新（著：佐藤誠二朗、2018年10月5日発売[13]、集英社） - 挿画[13]
- 『ALL TIME BEST：矢沢あい展 公式図録』（第1刷）読売新聞東京本社・集英社・大日本印刷、2022年7月20日。全国書誌番号:23782982。「p.146 - 147矢沢年表 / p.150 - 154初期作品ほか」

ヒロイン・キャラクター設定
- 母娘共に矢沢あいのファンだった縁でコートニー・ラブのアルバム『アメリカズ・スウィートハート』の邦版ジャケットに、彼女をモデルにしたキャラクター『愛姫』を書き下ろす。ロッキング・オン社「コミックH」（2004年3月号　vo.10） で、このコラボレイトについてインタビューを受けている。新書館 で連載中の『Princess Ai―プリンセス・アイ物語』には関わっていない。